# Delia bucculenta
Delia bucculenta este o specie de muște din genul Delia, familia Anthomyiidae. A fost descrisă pentru prima dată de Daniel William Coquillett în anul 1904. Conform Catalogue of Life specia Delia bucculenta nu are subspecii cunoscute.